# El Humo, Guerrero
El Humo är en ort i Mexiko.   Den ligger i kommunen Atoyac de Álvarez och delstaten Guerrero, i den södra delen av landet, 290 km sydväst om huvudstaden Mexico City. El Humo ligger 24 meter över havet och antalet invånare är 357.
Terrängen runt El Humo är varierad. Runt El Humo är det ganska glesbefolkat, med 50 invånare per kvadratkilometer. Närmaste större samhälle är Atoyac de Álvarez, 3,8 km norr om El Humo. Omgivningarna runt El Humo är en mosaik av jordbruksmark och naturlig växtlighet.